# Saison 10 d'Esprits criminels
Chronologie
Saison 9 Saison 11
Cet article présente les vingt-trois épisodes de la dixième saison de la série télévisée américaine Esprits criminels (Criminal Minds).

## Synopsis
Le département des sciences du comportement (BAU, Behavioral Analysis Unit en V. O.), situé à Quantico en Virginie, est une division du FBI. La série suit une équipe de profileurs, dirigée par l'agent Aaron Hotchner et amenée à se déplacer dans l'ensemble des États-Unis (et ailleurs), chargée d'enquêter localement sur les criminels et les tueurs en série. Chacun de ses agents a sa spécialité et sa personnalité, ce qui les rend complémentaires.

## Distribution

### Acteurs principaux
- Thomas Gibson (VF : Julien Kramer) : agent spécial superviseur Aaron « Hotch » Hotchner, chef d'équipe
- Joe Mantegna (VF : Hervé Jolly) : agent spécial David Rossi
- Shemar Moore (VF : David Krüger) : agent spécial Derek Morgan et cochef d'équipe
- Matthew Gray Gubler (VF : Taric Mehani) : agent spécial Spencer Reid, se fait aussi appeler Dr
- Andrea Joy Cook (VF : Véronique Picciotto) : agent spécial Jennifer « J. J. » Jareau
- Kirsten Vangsness (VF : Laëtitia Lefebvre) : Penelope Garcia, analyste et agent de liaison
- Jennifer Love Hewitt (VF : Sophie Arthuys) : agent spécial Kate Callahan

### Acteurs récurrents
- Nicholas Brendon (VF : Mark Lesser) : Kevin Lynch
- Josh Stewart (VF : Thierry Wermuth) : William LaMontagne, Jr.

### Invités
- Kerr Smith : Frank Cowles (épisode 1)
- C. S. Lee : Justin Leu (épisode 2)
- Eden Riegel : Shelley Hicks (épisode 3)
- Patricia Tallman : le capitaine Margot Nolan (épisode 3)
- Alicia Coppola : Lisa Randall (épisode 4)
- Brit Morgan : Jane Posner (épisode 4)
- François Chau : Dr Jack Chun (épisode 4)
- Pamela Reed : Mary Bidwell (épisode 5)
- Ian Nelson : William Pratt (épisode 7)
- Rochelle Aytes (VF : Sophie Riffont) : Savannah Hayes (épisodes 7 et 17)
- Amber Stevens : Joy Struthers (épisodes 9 et 12)
- Nikki Deloach : Audey Hansen (épisode 10)
- Faran Tahir : Tivon Askari (épisode 11)
- Grant Show : Colton Gran (épisode 11)
- Lindsay Pulsipher : Estelle Cosgrove (épisode 12)
- Arye Gross (VF : Emmanuel Karsen) : Donnie Mallick (épisode 13)
- Ben Savage : Jason Gideon jeune (épisode 13)
- Greg Grunberg (VF : Stéphane Bazin) : Chris Callahan (épisode 15 et 23)
- Robert Gant : Warden Miles Tate (épisode 16)
- Mark Deklin : Patrick Jon Murphy (épisode 17)
- Emily Robinson : Connie Murphy (épisode 17)
- Marc Vann : agent Adam Fuchs[2] (épisode 18)
- Esai Morales (VF : Jean-Louis Faure) : Mateo Cruz (épisode 19)
- Gary Sinise (VF : Bernard Gabay) : Jack Garrett (épisode 19)
- Daniel Henney : Matthew Simmons (épisode 19)
- Anna Gunn : Lily Lambert (épisode 19)
- Tom Everett Scott : Greg Sullivan (épisode 19)
- Bonnie Somerville : Colleen Sullivan (épisode 19)
- Edward Asner (VF : Richard Leblond) : Roy Brooks (épisode 20)
- McNally Sagal : Cora Gilliam (épisode 20)
- Grant Harvey (VF : Yoann Sover) : Marc Clifford (épisode 20)
- Riley Neldam : Dillon Kingman (épisode 20)
- Rolando Boyce : le sergent Carlson (épisode 20)
- Devon Gearhart (VF : Sylvain Agaësse) : Ezra Warren (épisode 20)

## Production
Le 13 mars 2014, CBS a renouvelé la série pour une dixième saison.
La dixième saison comporte 23 épisodes et est diffusée du 1er octobre 2014 au 6 mai 2015 sur CBS.
En France, la série est diffusée du 29 juin 2015 au 4 juillet 2016 sur TF1.
En juillet 2014, Jennifer Love Hewitt a obtenu le rôle principal de Kate Callahan, un agent secret chevronné qui sera introduit dès le premier épisode de cette saison,en remplacement de Jeanne Tripplehorn, qui interprétait l'agent Alex Blake.
En décembre 2014, il est annoncé que le 19e épisode sera un backdoor pilot pour la deuxième série dérivée de la série. Gary Sinise aura le rôle de Jack Garrett, Tyler James Williams le rôle de Monty, Alana de la Garza le rôle de Clara Seger et Daniel Henney le rôle de Matt Simmons.

## Liste des épisodes

### Épisode 1:Mort sous X
- États-Unis /  Canada : 1er octobre 2014 sur CBS[10] / CTV
- Suisse : 18 mars 2015 sur RTS Un[11]
- Belgique : 19 avril 2015 sur RTL-TVI[12]
- France : 29 juin 2015 sur TF1[13]

- États-Unis : 11,65 millions de téléspectateurs[14] (première diffusion)
- Canada : 3,16 millions de téléspectateurs[15] (première diffusion + différé 7 jours)
- France : 5,69 millions de téléspectateurs[16] (première diffusion)

- Eric Frentzel (Steven Parkett)
- Kerr Smith (Frank Cowles)
- Al Vicente (lieutenant Ted Banks)
- Daryl Crittenden (Mark)
- Katie Hilliard (Angie Stanton)
- Lily Mariye (Dr Lee)
- Jakob Wedel (Corey Cowles)
- Hailey Sole (Meg Callahan)
- Emily Dykes (Sandy)

- D'introduction : « À force de vivre dans ma tête, j'ai fini par perdre l'esprit. » d'Edgar Allan Poe.
- De conclusion : « Le fait que tout soit différent ne signifie pas que quoi que ce soit ait changé. » d'Irene Peter.

### Épisode 2:Les Neuf cercles
- États-Unis /  Canada : 8 octobre 2014 sur CBS / CTV
- Suisse : 25 mars 2015 sur RTS Un[11]
- Belgique : 19 avril 2015 sur RTL-TVI[12]
- France : 18 novembre 2015 sur TF1[13]

- États-Unis : 10,45 millions de téléspectateurs[17] (première diffusion)
- Canada : 2,499 millions de téléspectateurs[18] (première diffusion + différé 7 jours)
- France : 3,59 millions de téléspectateurs[19] (première diffusion)

- C. S. Lee (Justin Leu)
- Christopher Devlin (inspecteur Sachs)
- Potsch Boyd (Greg Baylor)
- Ho-Kwan Tse (Raymond Leu)
- Al Coronel (M. Connoley)
- Jimmy O. Yang (Nathan Chow)
- Ambrit Millhouse (Shanice)
- Vivian Kerr (Emily Hazley)
- Steven Hack (Dr Anthony Reynolds)
- Justin Howell (M. Connoley, Jr.)
- Philip Ellis (Todd Leu)
- Tom Killam (Warden)
- Karen Furno (Widow)
- Alice Medina (le garde no 1)
- Blair Dickens (le garde no 2)
- Brian Alan Hill (l'homme)
- Harrison Holzer (l'enfant)
- Austin Chandra (Justin Leu jeune)
- Stephen Twardokus (une des victimes)
- Rick Deats (le prêtre du flashback)
- Carlos E. Campos (Baldridge Priest)

- D'introduction : « Plus vous saurez regarder loin dans le passé, plus vous verrez loin dans l'avenir. » de Winston Churchill.
- De conclusion : « S'accrocher demande peu de forces, lâcher prise en demande beaucoup plus. » de J. C. Watts (en).

### Épisode 3:L’Éclat de mille soleils
- États-Unis /  Canada : 15 octobre 2014 sur CBS / CTV
- Suisse : 1er avril 2015 sur RTS Un[11]
- Belgique : 26 avril 2015 sur RTL-TVI[12]
- France : 6 juillet 2015 sur TF1[13]

- États-Unis : 10,89 millions de téléspectateurs[20] (première diffusion)
- Canada : 2,91 millions de téléspectateurs[21] (première diffusion + différé 7 jours)
- France : 5,65 millions de téléspectateurs[22] (première diffusion)

- John Grady (Hugh Vasher)
- Eyal Podell (Charlie Hosswell)
- Deidrie Henry (le commandant Jumilla Reardon)
- Jed Sura (Frank Canvers)
- Charles Carroll (Galen Petosky)
- Eden Riegel (Shelley Hicks)
- Justin Arnold (David Marshak)
- Patricia Tallman (le capitaine Margot Nolan)
- Bill Coelius (Morris Perrault)
- Sean Cook (Will)
- Vic Chao (le copilote Phillip Tran)
- Chelsea Kurtz (la fiancée)
- Natalie Lymor (Bridesmaid)
- Kami Koren (Trans Alliance Rep #1)
- Anny Rosario (la mère)
- Sean Bury (le père)
- John M. Keating (le passager)
- Joanne Spracklen (la passagère)
- Kevin Michael Brown (l'homme d'affaires)
- Ty Mayberry (le journaliste)
- David Babich (un passager)

- D’introduction : « Si l'éclat de mille soleils surgissait tout d'un coup dans le ciel, il serait comparable à la splendeur du tout-puissant. » extrait de la Bhagavad-Gita, un des écrits fondamentaux de l’hindouisme.
- De conclusion : « Nous savions que le monde ne serait plus le même. Quelques personnes ont ri, d’autres ont pleuré. La plupart sont restées silencieuses. » de Robert Oppenheimer.

### Épisode 4:Sous la peau
- États-Unis /  Canada : 22 octobre 2014 sur CBS / CTV
- Suisse : 8 avril 2015 sur RTS Un[11]
- Belgique : 26 avril 2015 sur RTL-TVI[12]
- France : 13 juillet 2015 sur TF1[13]

- États-Unis : 9,92 millions de téléspectateurs[23] (première diffusion)
- Canada : 2,58 millions de téléspectateurs[24] (première diffusion + différé 7 jours)
- France : 4,2 millions de téléspectateurs[25] (première diffusion)

- Jon Abrahams (Leo Jenkins)
- Brian Maillard (Doug Adams)
- Jeff Lorch (Albert Stillman)
- John Prosky (Jim Carlson)
- Ronobir Lahiri (Dr William Suri)
- Cullen Douglas (Dr Tony Wilson)
- Alicia Coppola (Lisa Randall)
- Brit Morgan (Jane Posner)
- Francois Chau (Dr Jack Chun)
- Jim Titus (officier Mike Nash)

- D'introduction : « De quoi s'agit-il, coquins de factieux, qui, en grattant la gale de vos prétentions, n'avez fait qu'une croûte de vous-mêmes ? » de William Shakespeare, extrait de Coriolan.
- De conclusion : « Se défaire d'une illusion nous rend plus sages que de détenir la vérité. » de Ludwig Borne.

### Épisode 5:Prisonniers
- États-Unis /  Canada : 29 octobre 2014 sur CBS / CTV
- Suisse : 15 avril 2015 sur RTS Un[11]
- Belgique : 24 mai 2015 sur RTL-TVI[12]
- France : 28 septembre 2015 sur TF1[13]

- États-Unis : 10,48 millions de téléspectateurs[26] (première diffusion)
- Canada : 2,59 millions de téléspectateurs[27] (première diffusion + différé 7 jours)
- France : 4,86 millions de téléspectateurs[28] (première diffusion)

- Cade Owens (Jack Hotchner)
- Molly Baker (Jessica Brooks)
- J. Michael Trautmann (John David Bidwell)
- Phylicia Wissa (Marjorie)
- Ephraim Burns (Tyler)
- Anson Bagley (Joshua Parker)
- Cornelius Jones Jr. (Desmond)
- Anjali Bhimani (Dr Rasgotra)
- Billy Dec (lieutenant Paul Rosado)
- Christopher May (Rodney Tanner)
- Tatiana Szalay (Ann Olson)
- Kelly Fitzgerald (Lyla Olson)
- Braden Fitzgerald (Hunter Olson)
- Michael Hyland (Phil Olson)
- Travis Gibson (Jake McCauley)
- Terence Bernie Hines (Stanley Holmes)
- Shannon Lorance (Sandra Bidwell)
- Clint Carmichael (Sam Bidwell)
- Austin Kane (John David Bidwell jeune)
- Pamela Reed (Mary Bidwell)
- Abigail Zoe Lewis (Sandra jeune)
- Brenda Kate (Mme Parker)
- Gregg Rogen (M. Parker)
- Britain Dalton (Billy Hawkins)
- John Henry Cabula (Nolan Alvardo)

- D'introduction : « Halloween n’a rien de drôle. Ce festival sarcastique reflète plutôt une soif de revanche des enfants sur le monde adulte. » de Jean Baudrillard.
- De conclusion : « Le soir, embrassez toujours vos enfants, même s’ils sont déjà endormis. » de H. Jackson Brown, Jr. (en)

### Épisode 6:Les Douze coups de minuit
- États-Unis /  Canada : 5 novembre 2014 sur CBS / CTV
- Suisse : 22 avril 2015 sur RTS Un[11]
- Belgique : 24 mai 2015 sur RTL-TVI[12]
- France : 20 juillet 2015 sur TF1[13]

- États-Unis : 9,78 millions de téléspectateurs[29] (première diffusion)
- Canada : 2,56 millions de téléspectateurs[30] (première diffusion + différé 7 jours)
- France : 4,98 millions de téléspectateurs[31] (première diffusion)

- Mekhai Andersen (Henry)
- Candy Clark (Sandy Jareau)
- Abbie Cobb (en) (Claire Dunbar)
- Ellie Jameson (lieutenant Sandra Carpenter)
- Mark Holzum (Chris Jensen)
- Ted Mattison (Jeff)
- Lauren Virginia Albert (Lillian)
- Hank Northrop (Kevin Brubaker)
- Diego Rodriguez (Terence Reynolds)
- Abigail Wilson (Girl in Video)
- Evan Holtzman (Colin Baylor)
- Geoffrey Kennedy (Shane Maxwell)
- Stephen Jared (Darryl Jensen)
- Matt Cohen (John Franklin)
- Kyle Erby (Stu)
- Benjamin Seay (le médecin légiste)
- Peyton McDavitt (le barman)
- Brendon Garrett (le père de Claire)
- Rosanna Foss (Claire jeune)

- D'introduction : « La vengeance profonde est la fille du silence profond. » de Vittorio Alfieri.
- De conclusion : « Le don de l’imagination a été plus important pour moi que tous les talents pour les connaissances abstraites et la pensée positive. » d'Albert Einstein.

### Épisode 7:Hashtag meurtre
- États-Unis /  Canada : 12 novembre 2014 sur CBS / CTV
- Suisse : 29 avril 2015 sur RTS Un[11]
- Belgique : 14 juin 2015 sur RTL-TVI[12]
- France : 24 août 2015 sur TF1[13]

- États-Unis : 10,35 millions de téléspectateurs[32] (première diffusion)
- Canada : 2,49 millions de téléspectateurs[33] (première diffusion + différé 7 jours)
- France : 4,69 millions de téléspectateurs[34] (première diffusion)

- Rochelle Aytes (Savannah Hayes)
- Ian Nelson (William Pratt)
- Shelley Robertson (inspecteur Dawn Rosenberg)
- James Austin Kerry (Connor Holt)
- Seth Ginsberg (Daniel Osbourne)
- Ana Walczak (Tara Harris)
- Jay Renshaw (Riley Summers)
- Paul McKinney (Charles Lorne)
- Kathleen Ammermuller (infirmière Velma Bradford)
- Keiko Elizabeth (la journaliste Sara Denslyn)
- Nazanin Nour (Dr Joyce Giles (M.E.)
- Chris Prascus (Alexander Chase)
- Andrew Manning (Leo Holt)
- Alyssa Gabrielle Rodriguez (Kimmy)
- Jason Sino (Kyle Bridge, l'ambulancier)
- Gev Kalian (Austin Bateman, le chauffeur de l'ambulance)
- Tara Christopher (Priscilla Abel, l'ambulancière)

- D'introduction : « La naïveté chez les adultes est souvent charmante. Mais quand elle est associée à la vanité, elle est impossible à distinguer de la bêtise. » d'Eric Hoffer.
- De conclusion : « Il existe une camaraderie plus reposante même que la solitude et qui, bien comprise, est la solitude portée à son point de perfection. » de Robert Louis Stevenson.

### Épisode 8:Les Enfants de Sudworth
- États-Unis /  Canada : 19 novembre 2014 sur CBS / CTV
- Suisse : 6 mai 2015 sur RTS Un[11]
- Belgique : 14 juin 2015 sur RTL-TVI
- France : 4 novembre 2015 sur TF1[13]

- États-Unis : 10,68 millions de téléspectateurs[35] (première diffusion)
- Canada : 2,39 millions de téléspectateurs[36] (première diffusion + différé 7 jours)
- France : 4,22 millions de téléspectateurs[37] (première diffusion)

- Hailey Sole (Meg Callahan)
- Alex MacNicoll (Andrew Ford)
- Evan Gamble (Chad Griffith)
- Garrett Boyd (Brian Stiller)
- Jeffrey Nordling (Jack Westbrook)
- Christie Lynn Smith (Linda Westbrook)
- Edward Deraney (lieutenant Greg Lefroy)
- M. Q. Tran (Martha Jennings)
- Jonée B. Shady (Flora Mendez)
- Mike Miller (Carl Brown)
- Al White (le juge Walter Brooks)
- Nicholas Harsin (Sean Wallace)
- Taylor Mosby (Markayla Davis)
- Andrew Ortega (Matt jeune)
- Max Kalvan (Chad jeune)

- D'introduction :  « La façon dont les gens vous traitent conditionne leur Karma, la façon dont vous réagissez conditionne le vôtre. » de Wayne Dyer.
- De conclusion : « Notre responsabilité morale n'est pas d’endiguer l'avenir, mais de le forger. De mener notre destinée dans une direction plus humaine et d'apaiser le traumatisme de la transition. » d'Alvin Toffler.

### Épisode 9:La Goutte d'eau
- États-Unis /  Canada : 26 novembre 2014 sur CBS / CTV
- Suisse : 13 mai 2015 sur RTS Un[11]
- Belgique : 26 juillet 2015 sur RTL-TVI
- France : 14 septembre 2015 sur TF1[13]

- États-Unis : 11 millions de téléspectateurs[38] (première diffusion)
- Canada : 2,58 millions de téléspectateurs[39] (première diffusion + différé 7 jours)
- France : 4,82 millions de téléspectateurs[40] (première diffusion)

- Tina Holmes (Ellen Connell)
- Jeff Denton (SSA Norwood)
- Amber Stevens (Joy Struthers)
- Andrew Burlinson (Michael Connell)
- Alexis Raich (Sky Connell)
- Christiano Altounian (Max Connell)
- Angelique Cabral (Sarah)
- Marisa Guterman (Jessica Randall)
- Shaan Sharma (Client)
- Cynthia Murell (Liza McMurray)
- Teresa Huang (Dr Weiss)
- Marco Dapper (Greg)
- Hank Chen (Chuck)
- Shannon Marie Bullock (Mme Benson)
- Alyssa Baric (Abby Benson)
- Paulette Ivory (Hayden Montgomery)
- Alli Kinzel (Amy Danwell)

- D'introduction :  « Le changement est la loi de la vie. Et ceux dont le regard est tourné vers le passé ou le présent sont certains de rater l'avenir. » de John Fitzgerald Kennedy.
- De conclusion : « Au crépuscule de notre existence, quelle que soit la façon dont on a déroulé le fil de notre vie, on constate qu'au bout du compte, on est arrivé là où on avait toujours voulu être. » de Julia Glass.

### Épisode 10:Amelia Porter
- États-Unis /  Canada : 10 décembre 2014 sur CBS / CTV
- Suisse : 20 mai 2015 sur RTS Un[11]
- Belgique : 2 août 2015 sur RTL-TVI[12]
- France : 18 novembre 2015 sur TF1[13]

- États-Unis : 10,12 millions de téléspectateurs[41] (première diffusion)
- Canada : 2,29 millions de téléspectateurs[42] (première diffusion + différé 7 jours)
- France : 6,16 millions de téléspectateurs[19] (première diffusion)

- Travis Caldwell (Benton Farland)
- Mary Mouser (Rebecca Farland)
- Kasey Campbell (Andy Farland)
- Andy Gala (lieutenant Ravi Shah)
- Joseph Whipp (Oren Farland)
- Monica Lawson (State Trooper)
- Avery Clyde (Amelia Porter)
- Michelle Azar (Celine Destin)
- Nikki Deloach (Audrey Hansen)
- Craig Ahrens (Male Hiker)
- Elise Robertson (Female Hiker)

- D'introduction : « Purifie-moi avec l’hysope, et je serai pur ; lave-moi, et je serai blanc, plus que la neige. » Psaume 51.
- De conclusion : « Ceux dont l’esprit une fois a enfanté le crime, ils sont formés au mal pour toujours. » de Sophocle.

### Épisode 11:Cryophilie
- États-Unis /  Canada : 14 janvier 2015 sur CBS / CTV
- Suisse : 27 mai 2015 sur RTS Un[11]
- Belgique : 19 juillet 2015 sur RTL-TVI[12]
- France : 31 août 2015 sur TF1[13]

- États-Unis : 10,31 millions de téléspectateurs[43] (première diffusion)
- Canada : 2,15 millions de téléspectateurs[44] (première diffusion + différé 7 jours)
- France : 4,95 millions de téléspectateurs[45] (première diffusion)

- Faran Tahir (Tivon Askari)
- Grant Show (Colton Gran)
- Brian Gant (Carl Mason)
- Ptolemy Slocum (Jon Kanak)
- Ross Mackenzie (Detective Pete Chalmers)
- Dion Mucciacito (Sparring Partner)
- Travis Lincoln Cox (Adam Lewis)
- Kristy Johnson (Lizzy Scott)
- Amanda Serra (Mary Fallon)
- Max Potesky (Tom Fallon)
- Christina Edland (Beth Acosta)
- Angelina Ganiere (Greta Jacobsen)
- Nicholas Keenan (Bobby Rhodes)
- Rachel Parker (Yoga Teacher)

- D'introduction : « Chaque cœur a ses chagrins secrets que le monde ne connait pas, et souvent nous jugeons qu'un homme est froid alors qu'il est seulement triste. » de Henry Wadsworth Longfellow.
- De conclusion :

### Épisode 12:Tête de liste
- États-Unis /  Canada : 21 janvier 2015 sur CBS / CTV
- Suisse : 3 juin 2015 sur RTS Un[11]
- Belgique : 9 août 2015 sur RTL-TVI[12]
- France : 21 septembre 2015 sur TF1[13]

- États-Unis : 10,29 millions de téléspectateurs[46] (première diffusion)
- Canada : 2,3 millions de téléspectateurs[47] (première diffusion + différé 7 jours)
- France : 4,65 millions de téléspectateurs[48] (première diffusion)

- Russell Richardson (Thomas Scott)
- Hilary Ward (May Scott)
- Ray Abruzzo (Frank Cosgrove)
- Shirley Butler (Betty Wright)
- Sewell Whitney (Peter Goodwin)
- Amber Stevens (Joy Struthers)
- Meeghan Holaway (Cheryl Grant)
- Sandra Cevallos (Dr Mahaffey)
- Frantz Turner (Clarence Wright)
- Candace Leung (Nurse)
- Robert Dunne (Young Rossi)
- Joseph H. Johnson Jr. (Harrison Scott jeune)
- Lindsay Pulsipher (Estelle Cosgrove)
- Cooper J. Friedman (Timmy Cosgrove)
- Paul Carafotes (Dale Crawford)
- Adam William Zastrow (Keith Doheny)
- Stephan Smith Collins (Dr Urman)
- Elise Buedel (Carol Murray)
- Eric Almquist (Greg Murray)
- Willie J. Williams (le général Williams)
- J.J. Johnston (l'homme impatient)
- Cynthia Kania (la superviseur DMV)
- Sean Summers (l'employée DMV)
- Ernie Charles (l'homme organisé)

- D'introduction : « La mort est le seul Dieu qui vienne lorsqu'on l'invoque. » de Roger Zelazny.
- De conclusion : « Au fil de la vie, le chemin s'ouvre sur des visages nouveaux. Vers son terme, les pierres blanches deviennent tombales, et sous chacune d'elles, un ami. » de James Russell Lowell.

### Épisode 13:La Dernière enquête de Gideon
- États-Unis /  Canada : 28 janvier 2015 sur CBS / CTV
- Suisse : 10 juin 2015 sur RTS Un[11]
- Belgique : 16 août 2015 sur RTL-TVI[12]
- France : 11 novembre 2015 sur TF1[13]

- États-Unis : 10,7 millions de téléspectateurs[49] (première diffusion)
- Canada : 2,47 millions de téléspectateurs[50] (première diffusion + différé 7 jours)
- France : 6,88 millions de téléspectateurs[51] (première diffusion)

- Ben Savage (Jason Gideon jeune)
- Robert Dunne (David Rossi jeune)
- Arye Gross (Donnie Mallick)
- Phoebe Neidhardt (Josie Behdart)
- James Lentzsch (Stephen Gideon)
- Gina Garcia Sharp (agent Gina Sharp)
- Teresa Huang (Dr Weiss)
- Judy Levitt (Mary Ellen Barnett)
- Eileen Grubba (Mary Ellen Barnett jeune)
- David Burr (Dr Waters)
- Wendi West (Miriam)

- D'introduction : « Les larmes les plus amères que l'on verse sur les tombes viennent des mots que l'on n'a pas dit, des choses que l'on n'a pas faite. » de Harriet Beecher Stowe
- De conclusion : « Lorsqu'un grand homme est blessé, tous ceux qui prétendent êtres grands doivent souffrir avec lui. » d'Euripide

### Épisode 14:Un héros ordinaire
- États-Unis /  Canada : 4 février 2015 sur CBS / CTV
- Suisse : 17 juin 2015 sur RTS Un[11]
- Belgique : 23 août 2015 sur RTL-TVI[12]
- France : 23 mai 2016 sur TF1[13]

- États-Unis : 10,48 millions de téléspectateurs[52] (première diffusion)
- Canada : 2,42 millions de téléspectateurs[53] (première diffusion + différé 7 jours)
- France : 5,96 millions de téléspectateurs[54] (première diffusion)

- Louis Carazo (Tony)
- Sarah Lafleur (Brenda Archer)
- Lex Medlin (Allen Archer)
- Grinnell Morris (James Burke)
- JB Tadena (Jordan Aguilar)
- Candace Burr Scholz (Dylan Einstein)
- Jordyn Schultz (Hannah Ford)
- Marcus Folmar (le chef)
- Thomas W. Ashworth (l'homme âgé)
- Gwen Van Dam (la femme âgée)
- Shauna Chin (Docteur)
- Claude Knowlton (le journaliste)
- Joe Forgione (un agent fédéral)
- Merrick McCartha (le maire)
- Jeff Doba (le conducteur)
- Leticia Serrano (Female Cop)

- D’introduction : « Le mot le plus héroïque dans toutes les langues est « révolution ». » d'Eugene Victor Debs.
- De conclusion : « Le véritable héroïsme est remarquablement sobre, pas du tout dramatique. il ne réside pas dans l'envie de dépasser les autres à tout prix, mais dans l’envie de servir les autres à tout prix. » d'Arthur Ashe.

### Épisode 15:Le Cri
- États-Unis /  Canada : 11 février 2015 sur CBS / CTV
- Suisse : 24 juin 2015 sur RTS Un[11]
- Belgique : 23 août 2015 sur RTL-TVI[12]
- France : 20 juin 2016 sur TF1[13]

- États-Unis : 9,89 millions de téléspectateurs[55] (première diffusion)
- Canada : 2,31 millions de téléspectateurs[56] (première diffusion + différé 7 jours)
- France : 4,74 millions de téléspectateurs[57] (première diffusion)

- Hailey Sole (Meg Callahan)
- Greg Grunberg (Chris Callahan)
- Brian Poth (Peter Folkmore)
- Lisa Brenner (Greta Thomas)
- Tyee Tilghman (inspecteur Davenport)
- Taylor Mosby (Markayla Davis)
- Jessica Martin (Lauren White)
- Livia Treviño (Dr Felicia Campo)
- Jennifer Marks (Heather White)
- Dexter Cross (Conner Thomas)
- Martin Kove (John Folkmore)
- Ty Haile (Peter Folkmore jeune)
- Emily Kosloski (Karen Holden)
- Joe Fiske (Frank Holden)

- D'introduction : « Les hommes composent dans la colère ce qu'ils souhaitent dans la raison. » de William Rounseville Alger.
- De conclusion : « Le meilleur moyen pour toucher du doigt sa folie, c'est d'être hanté par un souvenir qui ne veut pas mourir. » de Darnella Ford.

### Épisode 16:Sous les verrous
- États-Unis /  Canada : 4 mars 2015 sur CBS / CTV
- Belgique : 30 août 2015 sur RTL-TVI[12]
- Suisse : 23 septembre 2015 sur RTS Un[11]
- France : 4 novembre 2015 sur TF1[13]

- États-Unis : 10,37 millions de téléspectateurs[58] (première diffusion)
- Canada : 2,37 millions de téléspectateurs[59] (première diffusion + différé 7 jours)
- France : 4,22 millions de téléspectateurs[37] (première diffusion)

- Ace Marrero (Nelson)
- David Farkas (officier Keith Rivers)
- Robert Gant (Warden Miles Tate)
- William Ragsdale (le capitaine Dale Shavers)
- Matt Corboy (officier Tom Polinsky)
- Paul Nobrega (Dr Bruce Borrego)
- William Stanford Davis (Sam Pritchett)
- Lamar Usher (Cell Mate)
- Tommy Lamey (Randall Jefferson Jones)
- Jeremiah W. Birkett (Julio Watson)
- Scott Broderick (officier Rudy Hightower)
- Exie Booker (Witherspoon)
- Heath McGough (Larry)
- Marcus T. Thomas (Devon White)
- Isaac Keys (Patrick Butler)
- Blake Adams (Don Black)
- Xango Henry (Weeks)
- Michael Harris (le garde musclé)
- John Duff (l'acolyte)
- John Cocca (le garde no 3)

- D’introduction : « Quand les portes de la prison s’ouvriront, le vrai dragon s’envolera. » de Ho Chi Minh.
- De conclusion : « Si vous cherchez une totale sécurité, allez en prison. On vous y donnera nourriture, vêtements, soins médicaux, etc. Il ne vous manquera alors que la liberté. » de Dwight D. Eisenhower.

### Épisode 17:Les Lectrices
- États-Unis /  Canada : 11 mars 2015 sur CBS / CTV
- Belgique : 30 août 2015 sur RTL-TVI[12]
- Suisse : 30 septembre 2015 sur RTS Un
- France : 21 octobre 2015 sur TF1[13]

- États-Unis : 10,32 millions de téléspectateurs[60] (première diffusion)
- Canada : 2,41 millions de téléspectateurs[61] (première diffusion + différé 7 jours)
- France : 5,75 millions de téléspectateurs[62] (première diffusion)

- Hailey Sole (Meg Callahan)
- Rochelle Aytes (Savannah Hayes)
- Mark Deklin (Patrick Jon Murphy)
- Kate Orsini (Stacey Murphy)
- Emily Robinson (Connie Murphy)
- Sophia G. Grunow (Melissa Murphy)
- Emily Goss (Charlotte Jacobsen)
- Quinn Sullivan (Detective Angela Pierce)
- Ashlee Lapine (Emma Zika)
- Philip A.J. Smithey (Robert Healy)
- Rachel Rosenbloom (Rachel Litterski)
- Scott Connors (Vernon Zika)
- David Portorreal (Dr. Paul Stumpo)
- Catia Ojeda (Lynn Boyd)
- Juliette Jeffers (Josephine Patterson)
- Jason Charchan (Carson Bare)
- Sarah Alami (Amber Stone)

- D'introduction : « Il n’y a quasiment personne dont la vie sexuelle, si elle était dévoilée au grand public, ne provoquerait pas la surprise et l’horreur du monde entier. » de W. Somerset Maugham.
- De conclusion : « Les enfants sont comme du ciment frais. Tout ce qui leur tombe dessus y laisse une trace. » de Haim Ginott.

### Épisode 18:L'Échiquier politique
- États-Unis /  Canada : 25 mars 2015 sur CBS / CTV
- Belgique : 13 septembre 2015 sur RTL-TVI[12]
- Suisse : 7 octobre 2015 sur RTS Un
- France : 28 octobre 2015 sur TF1[13]

- États-Unis : 10,08 millions de téléspectateurs[63] (première diffusion)
- Canada : 2,34 millions de téléspectateurs[64] (première diffusion + différé 7 jours)
- France : 6,48 millions de téléspectateurs[65] (première diffusion)

- Chris L. McKenna (Congressman Benjamin Troy)
- MJ Brackin (Sophie Troy)
- Tess Harper (Dinah Troy)
- Joshua Dov (Paul Troy)
- Gloria Garayua (Madison Young)
- Brian Appel (Agent Anderson)
- Marc Vann (Agent Adam Fuchs)
- Emily Churchill (Agent Dorian Loker)
- Hope Olaide Wilson (Fana Kedibe)
- David Agranov (Roman Azarof)
- Johnny Kostrey (Taras Yudin)
- Chelsea Gonzalez (Michelle Golovin)

- D’introduction : « La vérité est rarement pure et elle n'est jamais simple. » d’Oscar Wilde.
- De conclusion : Aucune.

### Épisode 19:Touristes en danger
- États-Unis /  Canada : 8 avril 2015 sur CBS / CTV
- Belgique : 11 octobre 2015 sur RTL-TVI[12]
- Suisse : 14 octobre 2015 sur RTS Un
- France : 21 octobre 2015 sur TF1[13]

- États-Unis : 10,39 millions de téléspectateurs[66] (première diffusion)
- Canada : 2,41 millions de téléspectateurs[67] (première diffusion + différé 7 jours)
- France : 3,97 millions de téléspectateurs[62] (première diffusion)

- Esai Morales (Mateo Cruz)
- Gary Sinise (Jack Garrett)
- Anna Gunn (Lily Lambert)
- Daniel Henney (Matthew Simmons)
- Tyler James Williams (Russ Montgomery)
- Dari Ingolfsson (Jerry Tidwell)
- Tom Everett Scott (Greg Sullivan)
- Bonnie Somerville (Colleen Sullivan)
- Gatlin Green (Alison Sullivan)
- Andrew Miller (Nick Sullivan)
- Jakob Miller (Nick Sullivan)
- Sterling K. Brown (Fitz)
- Newell Alexander (Joe Sullivan)
- Judith McConnell (Pat Sullivan)

- D'introduction : « La lumière aura beau foncer le plus vite possible, elle verra toujours que les ténèbres sont arrivées les premières. » de Terry Pratchett.
- De conclusion : « Se réunir est un début, rester ensemble est un progrès, travailler ensemble est la réussite. » d’Henry Ford.

- Cet épisode sert d'épisode pilote à Esprits criminels : Unité sans frontières (Criminal Minds: Beyond Borders), deuxième série dérivée d’Esprits criminels[68].

### Épisode 20:Une table bien dressée
- États-Unis /  Canada : 15 avril 2015 sur CBS / CTV
- Belgique : 13 septembre 2015 sur RTL-TVI[12]
- Suisse : 21 octobre 2015 sur RTS Un
- France : 9 décembre 2015 sur TF1[13]

- États-Unis : 10,37 millions de téléspectateurs[69] (première diffusion)
- Canada : 2,09 millions de téléspectateurs[70] (première diffusion + différé 7 jours)
- France : 6,33 millions de téléspectateurs[71] (première diffusion)

- Cade Owens (Jack Hotchner)
- Grant Harvey (Marc Clifford)
- Molly Baker (Jessica Brooks)
- Rolando Boyce (Sgt. Carlson)
- Devon Gearhart (Ezra Warren)
- Pamela Roberts (un policier)
- Edward Asner (Roy Brooks)
- Riley Neldam (Dillon Kingman)
- McNally Sagal (Cora Gilliam)
- Mary Mackey (Donna Kingman)
- Dakota Gorman (Jenna Kingman)
- Josh Plasse (Lance Kingman)
- Chris Paul Davis (Frank Kingman)

- D'introduction : « Si l'on n'a pas un bon père, on doit s'en donner un. » de Friedrich Nietzsche.
- De conclusion : « On devient sage non pas par le souvenir de notre passé, mais par la responsabilité de notre avenir. » de George Bernard Shaw.

### Épisode 21:Peurs enfantines
- États-Unis /  Canada : 22 avril 2015 sur CBS / CTV
- Belgique : 20 septembre 2015 sur RTL-TVI[12]
- Suisse : 28 octobre 2015 sur RTS Un
- France : 4 juillet 2016 sur TF1[13]

- États-Unis : 10,06 millions de téléspectateurs[72] (première diffusion)
- Canada : 2,25 millions de téléspectateurs[73] (première diffusion + différé 7 jours)
- France : 5,32 millions de téléspectateurs[74] (première diffusion)

- Bodhi Elfman (Peter Lewis)
- Thad Luckinbill (Larry Merrin)
- Kiko Ellsworth (Daniel Karras)
- Anessa Ramsey (Christine McNeil)
- Joe Williamson (Bill Kinderman)
- Brittany Falardeau (Tabitha Merrin)
- Elliott Smith (Jimmy Kinderman)
- Jamie Bock (Mary Kinderman)
- Andrew Borba (Tony Axelrod)
- Suzanne Ford (Dr Susannah Regan)

- D'introduction : « La mémoire est un monstre. Elle nous rappelle avec une volonté qui lui est propre. On croit avoir de la mémoire, on se fait avoir par elle. » de John Irving.
- De conclusion : Aucune.

Anecdote : Tous les noms des personnages secondaires sont tirés de " L’Exorciste " de Peter Blatty.

### Épisode 22:Instinct protecteur
- États-Unis /  Canada : 29 avril 2015 sur CBS / CTV
- Belgique : 20 septembre 2015 sur RTL-TVI[12]
- Suisse : 4 novembre 2015 sur RTS Un
- France : 25 novembre 2015 sur TF1[13]

- États-Unis : 8,72 millions de téléspectateurs[75] (première diffusion)
- Canada : 2,19 millions de téléspectateurs[76] (première diffusion + différé 7 jours)
- France : 5,75 millions de téléspectateurs[77] (première diffusion)

- Hailey Sole (Meg Callahan)
- Joe Adler (Danny Lee Stokes)
- Christina Vlahakes (Milena Valdez)
- Melissa Pino (Patricia Valdez)
- Todd Williams (inspecteur Spreewell)
- Marcello Thedford (Eddie « Sweetness » Parrish)
- Shoniqua Shandai (une prostituée)
- Elena Tovar (Lizette Castro)
- George Caleodis (Gary Fisher)
- Sandy Gimpel (Clara Miller)
- Eric Watson (Lamar Taylor)
- John Hundrieser (l'homme dans la file)
- Katrina Norman (Lindsey Cooper)
- Josh Thrower (Christopher DeLuca)
- Norman Howell (le facteur)
- Brian Majestic (Nate Cochran)
- Shy Vaughn (Tasha Brooks)
- Taylor Mosby (Markayla Davis)
- Melora Walters (Paige)

- D'introduction : « C'est l'esprit d'un homme, et non son ennemi ou son adversaire, qui l'attire dans les mauvaises voies. » de Bouddha.
- De conclusion : « La réalité est simplement une illusion, quoique très persistante. » d'Albert Einstein.

### Épisode 23:Victimes à vendre
- États-Unis /  Canada : 6 mai 2015 sur CBS[78] / CTV
- Belgique : 11 octobre 2015 sur RTL-TVI[12]
- Suisse : 11 novembre 2015 sur RTS Un
- France : 2 décembre 2015 sur TF1[13]

- États-Unis : 9,61 millions de téléspectateurs[79] (première diffusion)
- Canada : 2,078 millions de téléspectateurs[80] (première diffusion + différé 7 jours)
- France : 6,19 millions de téléspectateurs[81] (première diffusion)

- Hailey Sole (Meg Callahan)
- Greg Grunberg (Chris Callahan)
- Taylor Mosby (Markayla Davis)
- Molly Culver (SSA Tia Canning)
- Melora Walters (Paige)
- Brian Howe (Alex Zorgen)
- Teresa Huang (Dr Weiss)
- Brent Chase (Kyle)
- Deja Dee (Mme Caroline Davis)
- Chad Roberts (Sam Devers)
- Brandon Rush (agent Rush)
- Chris Degner (Miles Hendrick)
- Kevin Fry-Bowers (Colin Dupley)
- Perry Smith (une femme)
- Bayo Akinfemi (infirmier)
- Sabrina Claire (une journaliste)
- Andrew T. Lee (un journaliste)
- Natasha McCrea (une journaliste télé)
- Scott Bourquin (un journaliste télé)

- D'introduction : « Le monde ne sera pas détruit par ceux qui font le mal, mais par ceux qui regardent sans rien faire. » d'Albert Einstein.
- De conclusion : « La vie est faite de choix, certains que l'on regrette, certains dont on est fier. On est ce que l'on choisit d'être. » de Graham Brown.